# Dantaxi 4x48
Dantaxi 4x48 (oftest blot Dantaxi) er Danmarks største taxiselskab med 1.900 taxier tilsluttet. Dantaxi kører taxi i 54 danske kommuner og omsætter årligt for 1,6 mia. kr. I 2018 blev virksomheden solgt til kapitalfonden Triton som i 2025 solgte den videre til Uber.

## Historie

### Dantaxi (1949-2016)
Dantaxi blev dannet i juni 2008 ved en fusion af Codan Taxi og Taxamotor. Taxamotor er det ældste taxinavn i Danmark, det første Taxamotor-selskab blev oprettet i 1908.Det første Codan blev grundlagt den 19. september 1949. af William Møller Jensen. Navnet Codan Bilen skyldes, at Hotel Codan var under opførelse ved Codan Bilens start. Det var tanken, at Codan Bilen skulle have fast plads ved dette hotel. Det første Codan Bilen blev solgt til Ringbilen den 1. februar 1952. Den 1. februar 1954 blev et nyt Codan dannet af Fritz Lund Christiansen.
Fra 1980 til 31. december 2016 var John Lindbom bestyrelsesformand (fra 1982 tillige direktør) for selskabet. Selskabet har i en periode deltaget i et nordisk samarbejde med svenske Taxi Kurir og Norgestaxi.
I årene 1983 og 84 opkøbte selskabet Sydhavns Bilen, Hovedstadens Taxi og Dybbøl-Boulevard Bilen. I 1983 var Codan-bilen det første taxiselskab i Danmark, der modtog kreditkort som betaling for en taxitur.
Codan Bilen købte den 1. januar 1987 Valby Bilen og allerede den 1. december samme år blev Radio Bilen overtaget. Radio Bilen var i lighed med Codan Bilen opstået igennem en sammenslutning af flere centraler. Med sammenlægningen af Codan Bilen og Radio Bilen ændres navnet til Radio-Codan Bilen. Ved flytningen i 1998 til Jernbane Allé blev navnet ændret til Codan Taxi. Ved fusionen i 2008 ændres navn igen. Denne gang til Dantaxi.
Navnet Dantaxi har tidligere været brugt af et taxiselskab i Århus, oprettet 24. oktober 1997 med økonomisk støtte fra fagbevægelsen som en konsekvens af en taxakonflikt i byen mellem SiD og Århus Taxa. Efter at fagbevægelsen trak sig ud af selskabet, blev det i 2002 fusioneret ind i det daværende Taxamotor. Navnet Dantaxi bliver ikke benyttet i perioden 2002-08.

### 2017 - nu
Allerede i marts 2015 havde der været et forsøg på at sammenlægge 4x48 Taxinord og Dantaxi.Men et lille flertal af vognmændene i 4x48 Taxinord afviste på en generalforsamling at gå videre med fusionsplanerne. I oktober 2016 gøres endnu et forsøg, og denne gang var der et flertal bag planen. Den 1. januar 2017 blev Dantaxi og 4x48 Taxinord officielt lagt sammen. Carsten Aastrup, direktør i 4x48 TaxiNord, fortsætter som direktør i det nye selskab. Skagen Taxa og Billund Taxa bliver i løbet af 2017 en del af Dantaxi 4x48.
Den 1. september 2017 meldte selskabet ud, at de lukker den lokale central i Slagelse Alle kunder skal fremover betjenes fra de to tilbageværende centraler i hhv. Virum og i Aalborg. Dog fastholdes telefonbetjeningen på Bornholm i dagtimerne.

#### År med vækst
Efter fusionen i 2008 ekspanderede Dantaxi yderligere i årene fremover ved at indgå en række aftaler med lokale taxiforeninger i hele landet.. En stor udvidelse af selskabet skete den 1. september 2011, hvor taxiselskaberne i Aalborg, Viborg, Silkeborg, Nykøbing Mors og Silkeborgblev en del af Dantaxi. Dette tiltag gjorde Dantaxi til landets største taxiselskab. Med en vækst på 184 % blev Dantaxi i 2013 udnævnt til Gazellevirksomhed af dagbladet Børsen.

### Ejerskifte
På en generalforsamlingen i april 2018 vedtog vognmændene i det vognmandsejede selskab, at Dantaxi 4x48 skulle sælges. 94 pct. af de fremmødte stemte ja til bestyrelsens forslag om et salg. Den 4. maj 2018 offentliggør Dantaxi 4x48, at selskabet er til salg. 
Den 12. oktober 2018 offentliggjorde selskabet i en pressemeddelelse, at den europæiske kapitalfond Triton ville blive den nye ejer af Dantaxi 4x48.
Den 28. mai 2025 offentliggjorde selskabet i en pressemeddelelse, at Uber Technologies Inc. har købt Dantaxi. Brugerne får dermed adgang til alle Ubers funktioner. Turene vil dog blive prissat i henhold til de danske taxaregler og vist i appen, før en tur bestilles.

## El-taxier
Selskabet fik sin første el-bil indregistreret som taxi den 27. september 2013.  Mellem september og november 2015 køber tre Dantaxi vognmænd på Nykøbing Mors tre Teslaer. Projektet bakkes op af det lokale energiselskab Thy-Mors Energi. Begge i hovedbyen Nykøbing. I januar 2019 melder selskabet ud, at de har 10 nye Teslaer på vej.  
Den 11. maj 2021 åbnede selskabet, i samarbejde med energiselskabet E.ON, Nordens største ladehub for el-taxier kaldet Danhub. Ifølge de to selskaber har ladehubben en kapacitet på opladning af 400 el-taxier i døgnet.